# Newtonov reflektor
Newtonov reflektor se sastoji od široke, na jednom kraju otvorene cijevi koja na drugom kraju ima konkavno parabolično zrcalo. S tim zrcalom dobila bi se u blizini žarišta stvarna (realna) slika dalekog predmeta, od kojeg zrake svjetlosti dolaze u teleskop. Kako se između zrcala i žarišta nalazi malo ravno zrcalo, nagnuto prema optičkoj osi za 45°, to se zrake na njemu odbijaju i dobijemo povećanu sliku koju promatramo pomoću okulara. Objektiv zrcalnog teleskopa je vrlo velik tako da slika ima veliku svjetloću.

## Reflektorski teleskop
Reflektorski teleskop je teleskop kojem je objektiv zrcalo (primarno zrcalo), a razlikuju se prema položaju i svojstvima sekundarnog zrcala i ostalih elemenata kojima se svjetlost dovodi u položaj povoljan za gledanje, snimanje (registriranje) ili spektralnu i polarizacijsku analizu svjetlosti. Tako postoje Gregoryjevi, Newtonovi, Cassegrainovi, Nasmythovi, Ritchey-Chrétienovi načini postave. Reflektori su najveći teleskopi jer su zrcala optički i mehanički pogodnija, upotrebljavaju se u infracrvenom, vidljivom i ultraljubičastom području, a na satelitima se rabe i za stvaranje slike rendgenskih izvora. Najveće cjelovito zrcalo promjera je 8 metara, a mozaik-zrcalo sastavljeno od heksagonalnih elemenata promjera je 10 m (Teleskopi Keck na Havajima). Najveći je satelitski teleskop Hubbleov svemirski teleskop, sa zrcalom promjera 2,4 m. Nove generacije teleskopa upotrebljavaju aktivnu optiku (dijelovi tankog ili mozaičnog zrcala pomiču se servo polugama radi podržavanja točnog oblika površine) i tzv. adaptivnu optiku (optički se prate nehomogenosti u atmosferi pred teleskopom, a njihov se utjecaj u dijelovima sekunde kompenzira malim savitljivim zrcalom postavljenim na put zraka). Svojstva teleskopa znatno se poboljšavaju novim tehnikama detekcije (elektronički uređaj CCD, zapravo poluvodička fotografija) i računalnom obradbom slike, koja također omogućuje automatsko dobivanje podataka. Kombinacija refraktora i reflektora (Schmidtova i Maksutovljeva izvedba) omogućuje konstrukciju s velikim vidnim poljem, što je pogodno za astrografe, a imaju i široku primjenu kao teleobjektivi.